# ذيل الفأر الصغير
ذيل الفأر الأدنى (الاسم العلمي: Myosurus minimus) هو نوع من النباتات يتبع جنس ذيل الفأر من الفصيلة الحوذانية.